# Bociany (województwo łódzkie)
Bociany – wieś w Polsce, położona w województwie łódzkim, w powiecie kutnowskim, w gminie Strzelce.
W latach 1975–1998 Bociany administracyjnie należała do województwa płockiego.